# هارتسهورن
هارتسهورن (بالإنجليزية: Hartshorne)‏ هي مدينة في مقاطعة بيتسبيرغ، أوكلاهوما في الولايات المتحدة. بلغ عدد السكان 2125 في تعداد عام 2010. وفيها دفن لاعب البيسبول وارن سبان.

## التركيبة السكانية
حدّد مكتب تعداد الولايات المتحدة بيانات التركيبة السكانية لهارتسهورن في تعداد الولايات المتحدة. في ما يلي، التركيبة السكانية حسب تعدادي 2000 و2010.

### تعداد عام 2000
بلغ عدد سكان هارتسهورن 2,102 نسمة بحسب تعداد عام 2000، وبلغ عدد الأسر 881 أسرة وعدد العائلات 581 عائلة مقيمة في المدينة. في حين سجلت الكثافة السكانية 225.8 نسمة لكل كيلومتر مربع (584.8/ميل2). وبلغ عدد الوحدات السكنية 1,014 وحدة بمتوسط كثافة قدره 108.9 لكل كيلومتر مربع (282.0/ميل2).
وتوزع التركيب العرقي للمدينة بنسبة 70.31% من البيض و3.62% من الأمريكيين الأفارقة و19.70% من الأمريكيين الأصليين و0.14% من الأمريكيين ذوي الأصول الآسيوية و0.14% من سكان جزر المحيط الهادئ و0.67% من الأعراق الأخرى و5.42% من عرقين مختلطين أو أكثر و2.47% من الهسبانيون أو اللاتينيون من أي عرق.
بلغ عدد الأسر 881 أسرة كانت نسبة 32.5% منها لديها أطفال تحت سن الثامنة عشر تعيش معهم، وبلغت نسبة الأزواج القاطنين مع بعضهم البعض 46.4% من أصل المجموع الكلي للأسر، ونسبة 14.8% من الأسر كان لديها معيلات من الإناث دون وجود شريك،  بينما كانت نسبة 4.8% من الأسر لديها معيلون من الذكور دون وجود شريكة وكانت نسبة 34.1% من غير العائلات. تألفت نسبة 31% من أصل جميع الأسر من عدة أفراد يعيشون في نفس المنزل ونسبة 15.6% كانت تتألف من شخص يعيش بمفرده يبلغ من العمر 65 عاماً أو أكثر. وبلغ متوسط حجم الأسرة المعيشية 2.33، أما متوسط حجم العائلات فبلغ 2.89.
بلغ العمر الوسطي للسكان 39.2 عاماً. وكانت نسبة 25.3% من القاطنين تحت سن الثامنة عشر، وكانت نسبة 8% بين الثامنة عشر والرابعة والعشرين عاماً، ونسبة 23.5% كانت واقعةً في الفئة العمرية ما بين الخامسة والعشرين والرابعة والأربعين عاماً، ونسبة 22.6% كانت ما بين الخامسة والأربعين والرابعة والستين، ونسبة 18.1% كانت ضمن فئة الخامسة والستين عاماً فما فوق. يوجد لكل 100 أنثى 90.9 ذكر، ويوجد لكل 100 أنثى في الثامنة عشر من عمرها فما فوق 85.7 ذكر.
بلغ متوسط دخل الأسرة في المدينة 21,078 دولارًا، أما متوسط دخل العائلة فبلغ 26,650 دولارًا. وكان متوسط دخل الذكور 25,705 دولارًا مقابل 18,603 دولارًا للإناث. وسجل دخل الفرد الخاص بالمدينة 13,179 دولارًا. وكانت نسبة 18.6% من العائلات ونسبة 26.3% من السكان تحت خط الفقر، وكان من هؤلاء نسبة 34.8% تحت سن الثامنة عشر ونسبة 17.5% في الخامسة والستين من العمر وما فوق.

### تعداد عام 2010
بلغ عدد سكان هارتسهورن 2,125 نسمة بحسب تعداد عام 2010، وبلغ عدد الأسر 850 أسرة وعدد العائلات 551 عائلة مقيمة في المدينة. في حين سجلت الكثافة السكانية 228.2 نسمة لكل كيلومتر مربع (591.0/ميل2). وبلغ عدد الوحدات السكنية 991 وحدة بمتوسط كثافة قدره 106.4 لكل كيلومتر مربع (275.6/ميل2).
وتوزع التركيب العرقي للمدينة بنسبة 65.93% من البيض و2.54% من الأمريكيين الأفارقة و20.33% من الأمريكيين الأصليين و0.24% من الأمريكيين ذوي الأصول الآسيوية و0.09% من سكان جزر المحيط الهادئ و1.13% من الأعراق الأخرى و9.74% من عرقين مختلطين أو أكثر و3.62% من الهسبانيون أو اللاتينيون من أي عرق.
بلغ عدد الأسر 850 أسرة كانت نسبة 35.8% منها لديها أطفال تحت سن الثامنة عشر تعيش معهم، وبلغت نسبة الأزواج القاطنين مع بعضهم البعض 43.4% من أصل المجموع الكلي للأسر، ونسبة 14.6% من الأسر كان لديها معيلات من الإناث دون وجود شريك،  بينما كانت نسبة 6.8% من الأسر لديها معيلون من الذكور دون وجود شريكة وكانت نسبة 35.2% من غير العائلات. تألفت نسبة 29.4% من أصل جميع الأسر من عدة أفراد يعيشون في نفس المنزل ونسبة 14.2% كانت تتألف من شخص يعيش بمفرده يبلغ من العمر 65 عاماً أو أكثر. وبلغ متوسط حجم الأسرة المعيشية 2.47، أما متوسط حجم العائلات فبلغ 3.06.
بلغ العمر الوسطي للسكان 37.7 عاماً. وكانت نسبة 26.3% من القاطنين تحت سن الثامنة عشر، وكانت نسبة 7.9% بين الثامنة عشر والرابعة والعشرين عاماً، ونسبة 25.1% كانت واقعةً في الفئة العمرية ما بين الخامسة والعشرين والرابعة والأربعين عاماً، ونسبة 24.1% كانت ما بين الخامسة والأربعين والرابعة والستين، ونسبة 16.6% كانت ضمن فئة الخامسة والستين عاماً فما فوق. وتوزع التركيب الجنسي للسكان بنسبة 48.8% ذكور و51.2% إناث.